# NGC 6571
NGC 6571 (другие обозначения — MCG 4-43-6, ZWG 142.10, PGC 61504) — галактика в созвездии Геркулес.
Этот объект входит в число перечисленных в оригинальной редакции «Нового общего каталога».